# 长征街街道
长征街街道，是中华人民共和国山西省忻州市忻府区下辖的一个乡镇级行政单位。

## 行政区划
长征街街道下辖以下地区：
长北社区、利民西街社区、利民东街社区、卢野社区、气象巷社区、和平街社区、建北社区、云中社区、樊野村、卢野村、十里后村、张家庄村、杨家庄村、焦家庄村和富庄村。